# Hervé Nzossié
 (mars 2025).
Motif : Notoriété ? Les sources secondaires n'y sont pas et les affirmations sont invérifiables
- Archive Wikiwix
- Bing
- Cairn
- DuckDuckGo
- E. Universalis
- Gallica
- Google
- G. Books
- G. News
- G. Scholar
- Persée
- Qwant
- (zh) Baidu
- (ru) Yandex
- (wd) trouver des œuvres sur Wikidata

| 1. | Préciser le motif de la pose du bandeau. | Précisez le motif de la pose du bandeau en utilisant la syntaxe suivante : {{admissibilité à vérifier\|date=mai 2025\|motif=remplacez ce texte par le motif}}                      |
| 2. | Informer les utilisateurs concernés.     | Pensez à avertir le créateur de l'article, par exemple, en insérant le code ci-dessous sur sa page de discussion : {{subst:avertissement admissibilité à vérifier\|Hervé Nzossié}} |

Hervé Nzossié est un athlète camerounais spécialisé dans la marche athlétique. Il est notamment connu pour avoir établi le record national du 20 km marche avec un temps de 1 h 30 min 12 s le 20 juin 2014 à Bafoussam, au Cameroun.

## Biographie
Hervé Nzossié est né le 24 jan 1982. Il s'est intéressé à l'athlétisme dès son plus jeune âge, en se spécialisant dans la marche athlétique. Il a représenté le Cameroun dans plusieurs compétitions nationales et internationales.

## Carrière sportive
Le 20 juin 2014, Hervé Nzossié a marqué l'histoire de l'athlétisme camerounais en établissant le record national du 20 km marche avec un temps de 1 h 30 min 12 s lors d'une compétition à Bafoussam. Ce record témoigne de son talent et de son dévouement à la discipline.

## Palmarès
- Record national du 20 km marche : 1 h 30 min 12 s (20 juin 2014, Bafoussam, Cameroun)

## Impact et héritage
Hervé Nzossié a inspiré de nombreux jeunes athlètes au Cameroun à s'intéresser à la marche athlétique. Son record national reste une référence dans la discipline.